# Miladin Nešić
Miladin Nešić (Stubica, FNRJ, 17. oktobar 1954) srpski je pisac, bloger i istraživač na polju zdravlja, prirodne ishrane i permakulture.

## Biografija
Osnovnu školu je završio u Stubici, srednju u Paraćinu. Studirao je pravo (Sveučilište u Zagrebu). Pesnik po vokaciji, piše beletristiku, publicistiku i popularnu nauku iz oblasti zdravlja, ljudske ishrane i permakulture. Od 2011. piše blog na temu prirodne ishrane i permakulture. Publikovao je više od 200 članaka. Objavio je 15 knjiga iz navedenih oblasti. Prevođen u zemljama regiona. Zastupljen je u Zborniku "Sno(s)hvatice sa Crnice" književnog stvaralaštva Paraćinaca u izdanju Kulturnog centra Paraćin i Književnog kluba "Mirko Banjević" Paraćin 2004.

## Uticaj
„Presudnu ulogu na moj literarni razvoj kada je u pitanju stvarnosna proza izvršila su tri autora s kraja 19. i početka 20. veka. To su Lav Tolstoj, August Strindberg i Džek London. Čitao sam i takozvane moderne pisce 20. stoleća, ali oni nisu ostavili dublji trag u mojoj svesti i mojoj duši."

## Objavljene knjige
- „Đavolica“, roman „Legenda“ Čačak. 2002.  978-86-83525-36-2. COBISS.SR-ID-101835532
- „Podstanar“ , roman „Grafopromet“ Paraćin. 2004.  978-86-82023-84-5. COBISS.SR-ID-117756172
- „Torta od žive“ (Tragična farsa u dve slike), drama „Grafopromet“ Paraćin. 2004.  978-86-82023-83-8. COBISS,SR-ID-116224780
- „Gurman koji je preživeo svoj gurmanluk“ knjiga o zdravoj ishrani „Neopress design & print, Subotica. 2015.  978-86-88895-84-2. COBISS.SR-ID-256249612
- "Kako živeti“, izabrane misli iz dela Lava Tolstoja, “Neopress design & print“ Beograd. 2016.  978-86-88895-32-3. COBISS.SR-ID-221991436
- "Ljubav i razum“, izabrane misli iz dela Eriha Froma, Neopress design & print Beograd. 2017.  978-86-88895-53-8. COBISS.SR-ID-231309836
- "Čovek i sudbina“, izabrane misli iz dela Jovana Dučića „Neopress design & print“ Beograd. 2017.  978-86-88895-67-5. COBISS.SR-ID-241566476
- „Biljna ishrana i dijabetes“, knjiga o ishrani, „Neopress design & print“, Beograd. 2018.  978-86-88895-84-2. COBISS.SR-ID-256249612
- "Rak nije bauk" e-knjiga o ishrani. Izdavač: "Kobo" Toronto 2019.
- "Ždralovi lete na jug" e-knjiga, roman.Izdavač: "Kobo" Toronto 2020.
- "Zaljubljeni rančer" roman, e-knjiga "Kobo" Toronto 2020.
- "Majstor Mališa" roman, e-knjiga "Kobo" Toronto 2020.
- "Doktor Trnavac" roman, e-izdanje "Kobo" Toronto 2020.
- "Održiva zemljoradnja" knjiga o permakulturi e-izdanje "Kobo" Toronto 2020.

## Spoljašnje veze
- Blog Miladina Nešića (presnahrana.wordpress.com)